# Consejo de la Revolución Islámica

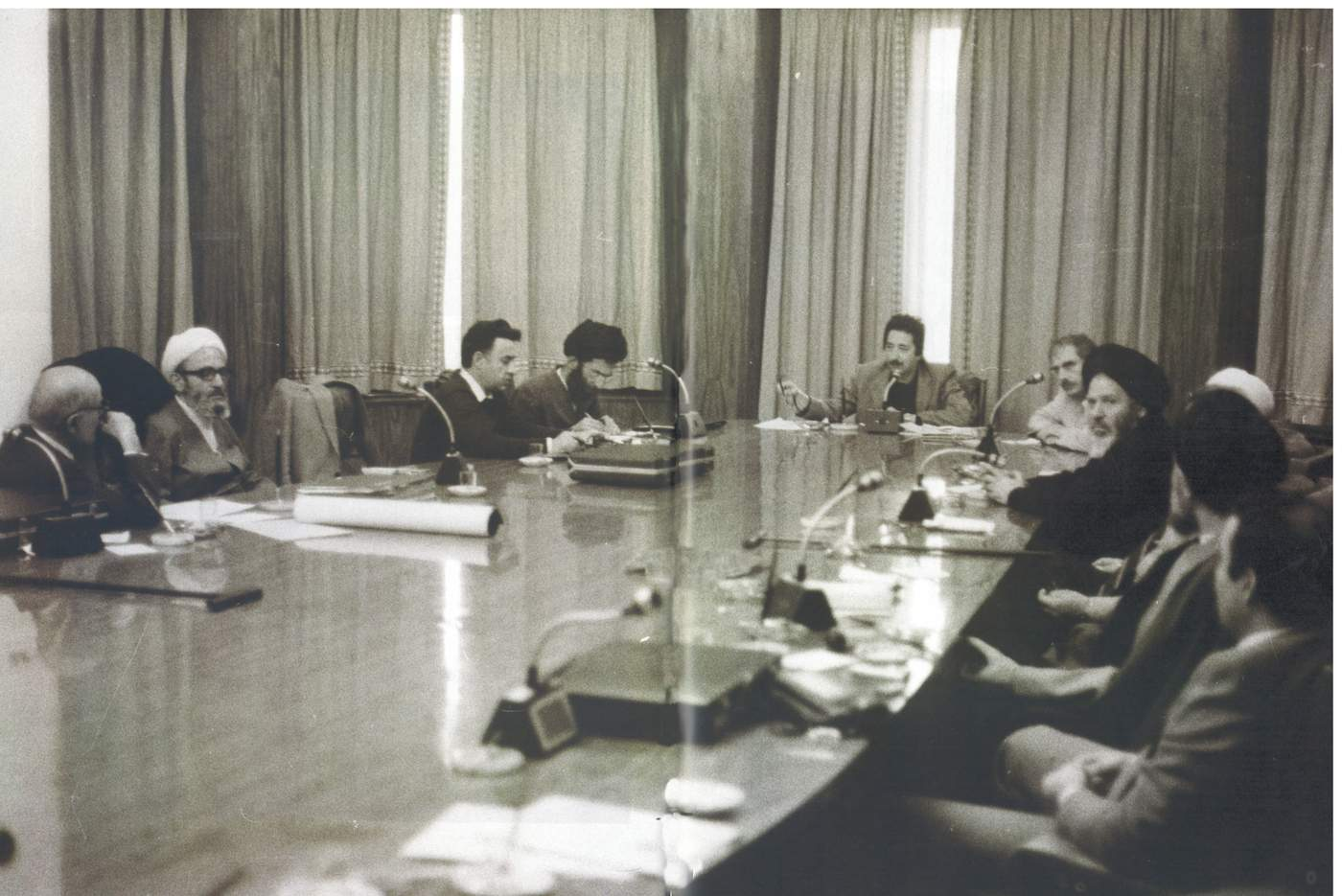
El consejo de la Revolución Islámica - Desde izquierda: Mehdi Bazargan, Mohammad-Reza Mahdavi Kani, Yadollah Sahabi, Ali Jamenei, Abolhassan Banisadr (Head of council), Hassan Habibi, Abdul-Karim Mousavi Ardebili

El Consejo de la Revolución Islámica (CRI) (En persa: شورای انقلاب اسلامی) era un grupo que se formó por orden del ayatolá Jomeini para gestionar el proceso y la marcha de la revolución. Fundado el 10 de enero de 1979, poco antes del regreso a Irán del Imam Jomeni desde su exilio en París, el CRI elaboró leyes y directivas meses después para la administración del país tras la victoria de la revolución, entre las cuales destaca la nacionalización de la banca e incluso el control de los sueldos.
Algunos miembros de este consejo fueron Morteza Motahari, Mohammad Beheshti, Mohammad Yavad Bahonar, Akbar Hashemi Rafsanyani, Ali Jameni y Mahmud Taleghani. Algunos de estos miembros murieron durante la guerra irano-iraquí o víctimas de atentados de los Moyahedin del Pueblo, como por ejemplo Motahari, Bahonar y Beheshti.

## Líderes del consejo
| # | Líder               | Entró                   | Salió                   | Partido político                 |
| - | ------------------- | ----------------------- | ----------------------- | -------------------------------- |
| 1 | Morteza Motahhari   | 12 de enero de 1979     | 1 de mayo de 1979       | Sociedad del Clero Combatiente   |
| 2 | Mahmoud Taleghani   | 1 de mayo de 1979       | 9 de septiembre de 1979 | Movimiento de Libertad           |
| 3 | Mohammad Beheshti   | 9 de septiembre de 1979 | 7 de febrero de 1980    | Partido de la República Islámica |
| 4 | Abolhassan Banisadr | 7 de febrero de 1980    | 11 de agosto de 1980    | Independiente                    |